# チャ・スンウォン
チャ・スンウォン（朝鮮語: 차승원、1970年6月7日 - ）は、韓国の俳優。身長188cm、体重76kg。AB型。

## 人物・経歴
- 本貫は延安車氏（朝鮮語版）[2]。
- 京畿道安養市出身。
- 高校3年よりモデル活動を始める。
- 牧園大学校高校部卒業。2001年、成均館大学芸術部映像科中退。
- 1992年に結婚し、妻と息子（妻の連れ子）と娘がいる[3]。
- モデルから映画やTVへと活動の場を広げ、多彩な役をこなす。2011年、MBC 『最高の愛〜恋はドゥグンドゥグン〜』で好感度No.1の俳優トッコ・ジン役を演じ「MBCドラマ大賞」ミニシリーズ部門男優最優秀賞。2015年に出演したドキュメント漁村バラエティ『三食ごはん 漁村編』では、お小言炸裂ながらも、非凡な料理の腕を披露して視聴者を驚かせ、「チャジュンマ」というニックネーム（苗字の「チャ」と朝鮮語の「おばさん」を意味する語「アジュンマ」を合わせた語）を得て、お茶の間に新風を巻き起こし、ケーブルTVの番組ながら、地上波を圧倒した[4][5]。
- 息子（妻の連れ子）のチャ・ノアは、2013年3月に大麻草喫煙の容疑で不拘束起訴されたが、それからわずか5か月後の8月には、祖父の所有する別荘に女子高生を監禁し、複数回にわたり性的暴行や脅迫を繰り返したとして、未成年者性暴行の容疑で訴えられている[6]。

## 出演

### 映画
- 1997年 『ホリデー・イン・ソウル』
- 1998年 『陽が西から昇ったら』
- 1999年 『世紀末』『身魂（しんこん）旅行』『アタック・ザ・ガス・ステーション!』『愛のゴースト』
- 2000年 『リベラ・メ』
- 2001年 『風林髙』
- 2002年 『ジェイル・ブレーカー』、『ライターをつけろ』
- 2003年 『先生、キム・ボンドゥ（ぼくらの落第先生）』
- 2004年 『天国からのメッセージ』『ラブリー・ライバル』
- 2005年 『血の涙』『拍手する時に去れ』
- 2006年 『約束』
- 2007年 『My Son あふれる想い』『里長と郡守』
- 2008年 『目には目、歯には歯』
- 2009年 『シークレット』
- 2010年 『雲から抜けた月のように』『戦火の中へ』
- 2011年 『アテナ：ザ・ムービー』
- 2012年 『ごますりの王』
- 2013年 『同窓生』
- 2014年 『ハイヒールの男』
- 2016年 『古山子（コサンジャ） 王朝に背いた男』
- 2018年 『毒戦 BELIEVER』 ※特別出演
- 2020年『がんばれ！チョルス』
- 2021年『楽園の夜』
- 2022年『奈落のマイホーム』

### テレビ
- 1997年 SBS シットコム『ニューヨークストーリー』
- 1998年 MBC 『ミュージックキャンプ』- MC
- 1998年 KBS ミニシリーズ『天使のキス』 - チャン・テジュ 役
- 1998年 MBC 『GO! われらの天国』 - MC
- 1998年 MBC 月火ドラマ『裸足で走れ』 - パク室長 役
- 1998年 MBC 水木ドラマ『恥ずかしがりやの恋人』 - イム・ソンボム 役
- 1998年 SBS 『キム・ヘス プラス ユー』 - MC
- 1998年 SBS 『イ・スンヨン セイセイセイ』 - MC
- 1998年 SBS 月火ドラマ『風の歌』
- 1999年 SBS 月火ドラマ『味をお見せします』
- 1999年 MBC 週末ドラマ『薔薇と豆もやし』
- 1999年 MBC シットコム『女対女』
- 2003年 KBS 週末ドラマ『ボディガード』 - ホン・ギョンタク 役
- 2009年 SBS ドラマスペシャル『シティーホール』 - チョ・グク 役
- 2010年 SBS 月火ドラマ『ATHENA -アテナ-』 - ソン・ヒョク 役
- 2011年 MBC 水木ドラマ『最高の愛〜恋はドゥグンドゥグン〜』 - トッコ・ジン 役
- 2014年 SBS ドラマスペシャル『君たちは包囲された! -アクシデント・ラブ-』 - ソ・パンソク 役
- 2015年 MBC 月火ドラマ『華政(ファジョン)』 - 光海君 役
- 2017年『花遊記』（ファユギ、英: A korean Odyssey）は、2017年12月23日から2018年3月4日まで放送された韓国・tvNのファンタジーロマンステレビドラマ。本作がイ・スンギの除隊後初作品である。全20話。日本でもMnetやBS朝日で放送された。最高視聴率は、6.942%。
- 2021年『ある日』　THE STUDIO M
- 2022年 tvN・Netflix 『私たちのブルース』 - チェ・ハンス 役

### 舞台
- 2012年『ぼくに炎の戦車を』 - イ・スンウ 役

### バラエティ
- 2015年 tvN 『三食ごはん　漁村編』
- 2015年 tvN 『三食ごはん　漁村編　シーズン2』
- 2016年　『三食ごはん　コチャン編』
- 2019年　『スペイン下宿』
- 2019年　『仕事で出会った仲』
- 2020年　『ジョンナムを着た悪魔』
- 2020年　『三食ごはん　漁村編５』

### ミュージック・ビデオ
- 2011年 T-ARA 『Cry Cry』、『Lovey-Dovey』[7]
- 2017年 Wanna One『Beautiful』
- 2025年 JISOO『earthquake』[8]